# Le Montsaugeonnais
Le Montsaugeonnais es una comuna nueva francesa situada en el departamento de Alto Marne, de la región de Gran Este.

## Historia
Fue creada el 1 de enero de 2016, en aplicación de una resolución del prefecto de Alto Marne de 19 de noviembre de 2015 con la unión de las comunas de Montsaugeon, Prauthoy y Vaux-sous-Aubigny, pasando a estar el ayuntamiento en la antigua comuna de Prauthoy.

## Demografía
| Gráfica de evolución demográfica de Le Montsaugeonnais entre 1800 y 2013 |
|                                                                          |

Los datos entre 1800 y 2013 son el resultado de sumar los parciales de las tres comunas que forman la nueva comuna de Le Montsaugeonnais, cuyos datos se han cogido de 1800 a 1999, para las comunas de Montsaugeon, Prauthoy y Vaux-sous-Aubigny de la página francesa EHESS/Cassini. Los demás datos se han cogido de la página del INSEE.

## Composición
| Comuna delegada   | Código INSEE | Población (2013) | Superficie (km²) | Densidad (hab./km²) |
| ----------------- | ------------ | ---------------- | ---------------- | ------------------- |
| Montsaugeon       | 52340        | 78               | 6.32             | 12                  |
| Prauthoy          | 52405        | 491              | 12.30            | 40                  |
| Vaux-sous-Aubigny | 52509        | 690              | 14.71            | 47                  |